# Masasteron darwin
Masasteron darwin är en spindelart som beskrevs av Baehr 2004. Masasteron darwin ingår i släktet Masasteron och familjen Zodariidae.
Artens utbredningsområde är Northern Territory, Australien. Inga underarter finns listade i Catalogue of Life.